# GPS
 For alternative betydninger, se GPS (flertydig). (Se også artikler, som begynder med GPS)
Global Positioning System (GPS) er et satellit-baseret system ejet og styret af det amerikanske forsvar, der kan benyttes til at positionsbestemme hvor man befinder sig overalt på kloden. Systemet virker ved at 24 satellitter bevæger sig omkring Jorden i 6 bestemte baner, dvs. fire i hver bane. Det medfører at der altid er tolv satellitter synlige uanset hvor på Jorden man befinder sig.
I praksis kan man typisk kun bruge de satellitter der er over 15° over horisonten.
Systemet blev oprindeligt udviklet af det amerikanske forsvarsministerium til militært brug under navnet NAVSTAR, men pga. nedskydningen af et sydkoreansk passagerfly i 1983 blev det besluttet at det skulle kunne anvendes både i kommercielt og privat øjemed. Den 8. december 1993 blev GPS SPS (Standard Positioning Service) gjort offentlig, med en forvrængning (scrambling) der forringede nøjagtigheden til 100 m. Militæret brugte GPS PPS (Precision Positioning Service) uden forvrængning. Amerikanerne driver stadig systemet og kan i krigssituationer gøre systemet mindre nøjagtigt eller helt utilgængeligt for alle andre end det amerikanske militær. Den 1. maj 2000 blev forvrængningen SA (Selective Availability) på foranledning af præsident Clinton slukket permanent, så nøjagtigheden for civile blev væsentlig forbedret. På baggrund af større uafhængighed er EU i gang med at skabe sit eget navigationssystem, Galileo. Rusland har i forvejen arvet et lignede system kaldet GLONASS fra Sovjetunionen.
En GPS-satellit har en projekteret holdbarhed på omkring 10 år, så nye generationer opsendes løbende. Derfor sker der også en løbende udvikling af systemet. Samtidig er det planen at øge antallet af satellitter til 33.

## Virkemåde
Hver satellit har fire atomure om bord. De to er baserede på cæsium, de andre på rubidium. Med fire uafhængige tidskilder kan tiden bestemmes meget nøjagtigt. Urene i hver satellit synkroniseres løbende. Positionsdata skal opdateres dagligt fra kontrolcentrene for at systemets præcision kan opretholdes. Uden opdatering vil usikkerheden på positioner på Jorden stige til 425 meter i løbet af 14 dage.
Der er flere grundlæggende bærebølger:
- L1 (1575,42 MHz): Den civilt tilgængelige tidskode (C/A-koden) samt en militær kode.
- L2 (1227,60 MHz): En militær tidskode som er krypteret og derfor ikke til civilt brug. Visse avancerede civile dobbeltfrekvensmodtagere kan dog uddrage nogle faseinformationer uden at foretage en egentlig afkryptering, og denne information kan bruges til at øge præcisionen. På nye GPS satellitter udvides L2 til også at udsende et civilt signal (L2C); den første L2C udsendelse blev slået til i januar 2006.
- L3 (1381,05 MHz): Bruges til militære overvågningsformål.
- L4 (1841,40 MHz): Endnu ikke i brug.
- L5 (1176,45 MHz): Endnu ikke i brug, men planlægges brugt til civile nød- og sikkerhedsformål.

Signalet er på 1023 bit og sendes med en frekvens på 1,023 MHz, så hele signalet varer et millisekund. På den måde kan modtagerens tid synkroniseres til nærmeste millisekund. Tiden kan bestemmes mere nøjagtigt, hvis modtageren også tager hensyn til signalets fase. Usikkerheden kan komme ned på 10 nanosekunder, hvis forholdene tillader det.
Alle GPS-satellitter sender på samme frekvenser, men signalerne er kodet forskelligt og adskilles igen ved dekodning. Hver satellit har et kodningsnummer – kaldet PRN – som beskriver kodesekvensen. Princippet kaldes CDMA (Code division multiple access) og benyttes også indenfor bl.a. nogle mobiltelefoni-systemer.
Første gang en GPS-modtager bruges eller efter en nulstilling tager det op til 15 minutter inden enheden kan give en præcis position. Opsætningen sker i følgende trin:
1. Modtageren lytter efter signaler fra alle satellitterne. Modtagerens ur sættes til en omtrentlig tid ud fra signalerne.
2. Med jævne mellemrum udsendes en "almanak" med statusinformation om systemet samt en "ephemeris" med positioner på satellitterne ud fra tiden.
3. Når almanakken og ephemeris er modtaget, lyttes kun efter synlige satellitter. Blandt disse vil typisk blive valgt et hensigtsmæssigt udvalg som kommer til at indgå i den egentlige postionsberegning.
4. Når satellittens position er kendt kan tidsforsinkelsen beregnes. Dette kræver ikke en præcis tid på forhånd, da det er tidsforskellen, der bestemmer afstanden.

Hvis GPS-modtageren er udstyret med flashlager eller lignende og et ur, kan man senere starte modtageren meget hurtigere, fordi der allerede er en almanak og en tidligere position.
Kravet om et minimum af synlige satellitter ved positionsbestemmelse kommer af, at der skal bruges et uafhængigt signal til hver størrelse der skal bestemmes. Det svarer til, at der skal være en ligning for hver ubekendt variabel. Tiden er en integreret del af beregningerne, så for at bestemme positionen i to dimensioner, skal der bruges signaler til tid, længdeposition og breddeposition. For at få højden med, skal der bruges endnu et signal. Yderligere signaler kan bruges til bestemmelse af, hvor nøjagtigt positionen er bestemt.

## Præcision
Indtil 2006 (hvor L2C blev introduceret) har civilt brug af GPS baseret sig på C/A-koden som sendes i L1-signalet. Den var tidligere overlejret med en SA-kode ("Selective Availability") som forringede præcisionen, men denne kode blev slået fra i 2000 og gav derved civile brugere stærkt øget nøjagtighed (typisk 200 meter med SA og 20 meter uden SA).
| Kilde                 | Effekt                 |
| --------------------- | ---------------------- |
| Ionosfære effekter    | ± 5 meter              |
| Døgnrytme fejl        | ± 2.5 meter            |
| Satellit ur-fejl      | ± 2 meter              |
| Multisti forvrængning | ± 1 meter              |
| Troposfære effekter   | ± 0.5 meter            |
| Numeriske fejl        | ± 1 meter eller mindre |

Systemet tager højde for Einsteins relativitetsteori, ellers glider den angivne position med 11 km i døgnet.
Under alle omstændigheder vil en GPS modtager have en begrænset præcision og det skyldes især de følgende forhold:
- Ionosfæren, som har en stor elektrontæthed og dermed ret stor indvirkning på signalerne.
- Unøjagtigheder i satellitternes ure.
- Refleksioner af signalerne mod bygninger eller andet.

Man kan modvirke disse unøjagtigheder på forskellige måder:
- Bedre modtagerudstyr. Der forskes en del i udvikling af modtagere og tilhørende antenner som bl.a. kan undertrykke refleksioner.
- Modtagelse af flere frekvenser (typisk L1+L2). Dette er et middel til at eliminere forstyrrelser i atmosfæren da man kan måle tidsforskydninger mellem de to signaler og derved bruge ionosfæremodeller til at estimere den totale indvirkning. I takt med moderniseringen af GPS-systemer vil der blive endnu bedre muligheder for at bruge denne metode: I første omgang introduceres L2C signalet og når L5-frekvensen på et tidspunkt tages i brug vil man kunne bruge "triple"-frekvensmodtagere.
- Differentiel GPS baserer sig på at man har en række referencestationer med en præcist etableret position, og her måles til stadighed hvad unøjagtigheden er på GPS-signalerne. Dette gøres ved at sammenligne den målte position med referencepositionen. Denne forskel udsendes så på en eller anden form til GPS-modtagerne i området og de kan da kompensere for den øjeblikkelige unøjagtighed. Differentiel GPS giver en meget høj præcision (under 5 cm i mange situationer) men kræver til gengæld at man har en referencestation i nærheden. Inden for skibsfart bruger man DGPS beacons som udsender korrektioner i mellembølgebåndet, og inden for luftfart opnår man noget lignende ved de satellitbaserede SBAS-systemer. Desuden findes der private referencenet som drives af bl.a. landmålerorganisationer.

## Specialiserede GPS-modtagere
Der findes GPS-modtagere, som er lavet specielt til tidsbestemmelse. Disse apparater skal monteres fast. Som udgangspunkt behandler de de modtagne signaler som normalt og beregner den aktuelle position. Når den er bestemt, bruges kun tidssignalet. Med kun en ubekendt er det i princippet nok med kontakt til en satellit, men hvis der er adgang til flere, kan tiden kontrolleres og usikkerheden beregnes. GPS-enheden kan bruges som en referencetidskilde til en NTP-server. GPS bruger ikke UTC-tid, men en tidsskala med nulpunkt ved 1. januar 1970.